# 아르베두이
아르베두이(Arvedui)의 이름은 마지막 왕이라는 뜻이며, 아르세다인의 15대 왕으로 최후의 왕이었다. 그는 앙그마르에 맞서 싸웠으나, 결국 포르노스트에서 패배하여 피신한 변방에서 죽음을 맞이했다.
그의 아내는 온도헤르의 딸 피리엘과 결혼한 것을 명분으로 곤도르 왕권을 요구하기도 했으나, 곤도르 섭정의 반대로 무산되었다. 마술사왕의 공격에 최후의 도시 포르노스트에서 패배한 후 빠른 말을 통해
난쟁이의 버려진 광산에 도착하여 연명하다 배고픔을 견디지 못 하고 북쪽의 포르켈 만으로 떠나 그곳의 주민들에게 도움을 받아 식량을 받았다. 이후 키르단의 배를 타고 떠나는 중 배가 침몰하여 해안에서 사망했다.
그의 아들로는 아라나르스가 있었으며, 그는 아르세다인 몰락 후 두네다인 초대 족장으로 아라고른 2세를 끝으로 하는 두네다인 족장의 시작이 되었다.
두네다인은 에리아도르에서 순찰자로 불리며, 강력한 지배 집단이 없는 그곳의 안전과 치안을 유지하는 일에 기여했다.